# یواس‌اس ایجوام (وای تی‌بی-۸۰۹)
یواس‌اس ایجوام (وای تی‌بی-۸۰۹) (به انگلیسی: USS Agawam (YTB-809)) یک کشتی بود که طول آن ۱۰۹ فوت (۳۳ متر) بود. این کشتی در سال ۱۹۷۱ ساخته شد.